# Mesapski jezik
Mesapijski jezik (ISO 639-3: cms; mesapski jezik), drevni jezik iz jugoistočne Italije koji se govorio duž Jadranske obale. Njime su se služila tri japigska plemena Messapi, Daunii i Peucetti.
Nekada se smatrao da pripada ilirskoj skupini, danas se vodi kao poseban indoeuropski jezik. Govorio se izmeđi 600 i stote prije Krista.

## Vanjske poveznice
- Indo-European: Composite